# William Palmer Stockwell
William Palmer Stockwell ( 1898 - 1950 ) fue un botánico estadounidense.

## Algunas publicaciones
- herbert louis Mason, william palmer Stockwell. 1945. A New pine from Mount Rose, Nevada [Pinus washoensis]. 3 pp.

### Libros
- 1932. A taxonomic study of genera Coryphantha and Mammillaria in Arizona. Ed. Universidad de Arizona. 48 pp.
- william palmer Stockwell, lucretia Breazeale. 1933. Arizona cacti. Ed. University of Arizona bulletin IV ( 3 ). 116 pp.
- 1940. A revision of the genus chaenactis. Contributions from the Dudley Herbarium 3 ( 4). [89]-167 pp.

- La abreviatura «Stockw.» se emplea para indicar a William Palmer Stockwell como autoridad en la descripción y clasificación científica de los vegetales.[1]